# The Journey Down
The Journey Down ist ein Point-and-Click-Adventure des schwedischen Entwicklungsstudios Skygoblin. Es ist in drei Episoden unterteilt, deren erste im Jahr 2012 für Personal Computer und mobile Endgeräte mit dem Betriebssystem iOS erschien.

## Handlung

### Kapitel 1: Over the Edge
Bwana und Kito betreiben ein defizitäres Charterflugunternehmen. Die beiden wurden in ihrer Jugend von ihrem Adoptivvater Kaonandodo verlassen, der plötzlich spurlos verschwand. Eines Tages werden die beiden von einer jungen Dame namens Lina aufgesucht, die, angeleitet durch den Archäologieprofessor Moorhead, auf der Suche nach einem verschollenen Buch ist, mit dessen Hilfe man das mysteriöse Underland finden können soll. Bwana kann Lina bei der Suche nach dem Buch helfen. Mit Kitos Hilfe repariert er das Flugzeug des Unternehmens. Just als zwei Gangster auftauchen, die ebenfalls hinter dem Buch her sind und Linas Spur bis zu Bwana und Kito verfolgt haben, kann das Flugzeug gestartet werden, und die beiden Brüder fliehen gemeinsam mit Lina in Richtung Underland.

### Kapitel 2: Into the Mist
Das Flugzeug mit Bwana, Kito und Lina an Bord stürzt nahe der Hafenstadt Port Artue wegen Treibstoffmangel ab. Alle drei überleben den Absturz und werden von einem Fischkutter gerettet. In Port Artue werden Bwana und Kito vom lokalen Polizeichef verhaftet und ins Gefängnis geworfen. Spielziel ist es, aus dem Gefängnis zu entkommen, das geheimnisvolle Buch zu beschaffen, Lina zu befreien, das Flugzeug zurückzuerlangen und das Underland zu erreichen. Während des Spiels erfährt der Spieler immer mehr darüber, in welche Verbindung Bwanas Vater zu seinen Gegenspielern stand und was er über das mysteriöse Underland wusste.

### Kapitel 3
Im Underland entdecken Bwana und Lina Überreste einer alten Kultur. Es stellt sich außerdem heraus, dass die Armando Power Company eine mystische Energiequelle im Underland anzapfen will und dabei die Zerstörung des Underland billigend in Kauf nimmt. Während Bwana und Kito sich in Port Artue auf die Suche nach dem entführten Professor Moorhead machen und sich einer Rebellengruppe anschließen, macht Lina im Underland den verschollenen Ziehvater von Bwana und Kito, Kaonandodo, ausfindig und begibt sich mit diesem ebenfalls nach Port Artue. Gerade noch rechtzeitig können die Protagonisten die Zerstörung des Underland verhindern und den Erzschurken, den Vorsitzenden der Armando Power Company, vernichten.

## Spielprinzip und Technik
The Journey Down verbindet vorgerenderte 3D-Figurenanimationen mit handgezeichneten, teilanimierten 2D-Kulissen. Mit der Maus kann der Spieler Bwana durch die Örtlichkeiten bewegen und mit den Maustasten Aktionen einleiten, die den Spielcharakter mit seiner Umwelt interagieren lassen. Bwana kann so Gegenstände finden, sie auf die Umgebung oder andere Gegenstände anwenden und mit NPCs kommunizieren. Mit fortschreitendem Handlungsverlauf werden weitere Orte freigeschaltet.

## Produktionsnotizen
Kapitel 1 des Spiels wurde ursprünglich im August 2010 als Freeware-Spiel veröffentlicht. Die Freeware-Version erschien in niedriger Auflösung und war mit dem Adventure-Editor AGS erstellt worden. Auf Grund der Popularität des Spiels, unter anderem wurde der „AGS Award 2010“ gewonnen, wurde mit einer selbst programmierten Engine namens Gobby eine von Grund auf neue Version des Spiels erstellt, die neben zusätzlichen Inhalten auch hochauflösende Grafik und Sprachausgabe enthielt. Außerdem wurde die Fortschreibung der Story in Angriff genommen. Kapitel 1 erschien im Mai 2012, Kapitel 2 im Oktober 2014. Im Oktober 2015 startete Skygoblin eine Crowdfunding-Kampagne auf der Plattform Kickstarter, um gut 30.000 Euro für die Produktion von Kapitel 3 aufzutreiben; im Rahmen der Kampagne konnten an deren Ende über 40.000 Euro erzielt werden. Die Veröffentlichung des finalen Kapitels wurde für September 2016 avisiert, erfolgte aber mit einem Jahr Verspätung.
Eine grafische Auffälligkeit des Spiels sind die zentralafrikanisch anmutenden Masken, die die Gesichter aller Charaktere bedecken. Als Grund hierfür gibt Designer Waern an, dass „die Gesichter auf das Wesentlichste konzentriert vor allem Emotionen vermitteln sollen“.

## Rezeption
An aggregierten Wertungen erzielte The Journey Down 74,11 % bei GameRankings. Das führende deutsche Adventure-Magazin Adventure-Treff lobte Story, Ambiente und Humor, merkte aber an, dass man dem Spiel in puncto Grafik, Vertonung und kleinerer technischer Unzulänglichkeiten sein geringes Budget anmerke. Adventure Corner lobte die gelungene Portierung auf mobile Geräte. 4Players sah in The Journey Down „eine unheimlich entspannende Angelegenheit“, merkte aber kleinere technische und grafische Unzulänglichkeiten an.
Bei den „Aggie Awards“ des Fachmagazins AdventureGamers siegte The Journey Down 2017 in der Kategorie „Best Graphic Design“.